# الیمینیشن چمبر (۲۰۱۲)
الیمینیشن چمبر یا اتاق نابودی (به انگلیسی: Elimination Chamber) یک رویداد غیر رایگان (Pay-Per-View) در کشتی حرفه‌ای است که توسط کمپانی دبلیو دبلیو ای تهیه می‌شود و این دوره‌اش هم که سومین دوره آن بود که در ۱۹ فوریه ۲۰۱۲ در مجموعه ورزشی Bradley Center واقع در Milwaukee, Wisconsin برگزار شد. روند معمول این مسابقات این است که حداقل یک مسابقه درون اتاق حذف خواهد بود.

## نتایج
| شماره         | شرح | نوع مسابقه و عنوان                          | زمان  |
| ------------- | --- | ------------------------------------------- | ----- |
| مسابقه آغازین | هونیکو (همراه با کاماچو) (برنده) در مقابل الکس رایلی                                                           | مسابقه تک به تک                             | ۰۳:۲۱ |
| ۱             | سی ام پانک (قهرمان) (برنده) در مقابل میز، کریس جریکو، دولف زیگلر (همراه با ویکی گررو)، آر-تروث و کوفی کینگستون | مسابقه اتاق حذف سر کمربند WWE               | ۳۲:۳۹ |
| ۲             | Beth Phoenix (قهرمان) (برنده) در مقابل Tamina Snuka                                                            | مسابقه تک به تک سر کمربند دیواز             | ۰۷:۱۹ |
| ۳             | دنیل برایان (قهرمان) (برنده) در مقابل بیگ شو، سانتینو مارلا، وید برت، کودی رودز و گریت کالی                    | مسابقه اتاق حذف سر کمربند قهرمانی سنگین وزن | ۳۴:۰۴ |
| ۴             | جک سوئگر (همراه با ویکی گررو) (قهرمان) (برنده) در مقابل جاستین گابریل (همراه با Hornswoggle)                   | مسابقه تک به تک سر کمربند ایالات متحده      | ۰۳:۰۲ |
| ۵             | جان سینا (برنده) در مقابل کین                                                                                  | مسابقه آمبولانس                             | ۲۱:۲۱ |